# San Luis (centrala Hueytamalco kommun)
San Luis är en ort i Mexiko.   Den ligger i kommunen Hueytamalco och delstaten Puebla, i den sydöstra delen av landet, 200 km öster om huvudstaden Mexico City. San Luis ligger 515 meter över havet och antalet invånare är 159.
Terrängen runt San Luis är kuperad åt sydost, men åt nordväst är den platt. Runt San Luis är det ganska tätbefolkat, med 248 invånare per kvadratkilometer. Närmaste större samhälle är Tlapacoyan, 10,2 km öster om San Luis. I omgivningarna runt San Luis växer huvudsakligen savannskog.